# Ямакаевский сельсовет
Ямакаевский сельсовет — муниципальное образование в Благоварском районе Башкортостана.

## История
Согласно «Закону о границах, статусе и административных центрах муниципальных образований в Республике Башкортостан» имеет статус сельского поселения.

## Население
| 2002 | 2009 | 2010 | 2012 | 2013 | 2014 | 2015 |
| ---- | ---- | ---- | ---- | ---- | ---- | ---- |
| 536  | ↗669 | ↘632 | ↘625 | ↘624 | ↘599 | ↘585 |
| 2016 | 2017 |      |      |      |      |      |
| ↘580 | ↘560 |      |      |      |      |      |

## Состав сельского поселения
| № | Населённый пункт | Тип населённого пункта       | Население |
| - | ---------------- | ---------------------------- | --------- |
| 1 | Ямакай           | село, административный центр | ↘232      |
| 2 | Троицк           | деревня                      | ↗161      |
| 3 | Барсуан          | деревня                      | ↘146      |
| 4 | Слакбаш          | деревня                      | ↗42       |
| 5 | Бик-Усак         | деревня                      | ↘34       |
| 6 | Баштерма         | деревня                      | ↘17       |